# Jesús Olmo
Jesús Olmo Lozano (Barcelona, 24 januari 1985) is een Spaans profvoetballer. Hij speelt als centrale verdediger bij CE Sabadell.

## Clubvoetbal
Olmo begon als voetballer bij Peña Barcelonista Trinitat Vella en hij speelde verschillende jaren voor FC Barcelona B. Op 20 mei 2006 debuteerde Olmo in het competitieduel tegen Athletic de Bilbao in het eerste elftal van FC Barcelona. Bij afwezigheid van diverse op het WK 2006 actieve spelers, liet coach Frank Rijkaard Olmo in de basis starten. Tijdens de voorbereiding op het seizoen 2006/2007 speelde Olmo mee in vijf oefenwedstrijden van het eerste elftal. In het daaropvolgende seizoen was hij enkele malen basisspeler in wedstrijden voor de Copa de Catalunya en in een vriendschappelijke wedstrijd tegen het Egyptische Al-Ahly. In januari 2007 viel Olmo in de slotminuut van de competitiewedstrijd tegen Getafe CF in voor José Edmílson. In het seizoen 2007/2008 speelt Olmo op huurbasis bij Racing de Ferrol.

### Statistieken
| seizoen    | club             | land   | competitie         | wed. | goals |
| ---------- | ---------------- | ------ | ------------------ | ---- | ----- |
| 2005/06    | FC Barcelona     | Spanje | Primera División   | 1    | 0     |
| 2006/07    | FC Barcelona     | Spanje | Primera División   | 1    | 0     |
| 2007/08    | Racing de Ferrol | Spanje | Segunda División A | 27   | 1     |
| 2008/09    | Elche CF         | Spanje | Segunda División A | 17   | 0     |
| 2009/10    | Elche CF         | Spanje | Segunda División A | 2    | 0     |
| 2010/11    | UD Puertollano   | Spanje | Segunda División B | ??   | ??    |
| 2011/12    | CE Sabadell      | Spanje | Segunda División A | 0    | 0     |
| Bijgewerkt | 19-07-2011       |        |                    |      |       |